# لندن بورو كامدن
منطقة لندن في كامدن هي إحدى قصبات لندن في لندن الداخلية، وتقع قاعة مدينة كامدن على طريق يوستون على بعد مسافة 2.3 كم شمال تشارينغ كروس، وتم إنشاء البلدة في تاريخ 1 أبريل 1965 من منطقة أحياء هامبستيد وهولبورن وسانت بانكراس السابقة ، والتي كانت تشكل قبل إنشائها جزءًا من مقاطعة لندن التاريخية.
فتتناقض استخدامات الأراضي الثقافية والتجارية في الجنوب مع المناطق المزدحمة متعددة الاستخدامات مثل كامدن تاون وكينتيش تاون في الوسط والمناطق السكنية المورقة حول هامبستيد هيث في الشمال، وتشمل المعالم السياحية الشهيرة المتحف البريطاني والمكتبة البريطانية والمناظر الشهيرة من مبنى البرلمان وحديقة حيوانات لندن وبرج بي تي و ذا راوند هاوس وسوق كامدن، واعتبارًا من عام 2021 قد بلغ عدد سكانها حوالي 210136 نسمة.
السلطة المحلية هي مجلس منطقة كامدن لندن . 

## تاريخها
وتم إنشاء البلدة في عام 1965 من مناطق الأحياء الحضرية السابقة في هامبستيد وهولبورن وسانت بانكراس ، والتي كانت جزءًا من مقاطعة لندن .  أوصى تقرير لجنة هربرت الأولي بأن تتكون البلدة الجديدة من سانت بانكراس وهامبستيد ، ولكن تمت إضافة هولبورن لاحقًا.
وفقًا لـ اينيد ويستريش ، الذي كان عضوًا في مجلس هامبستيد في ذلك الوقت ،وكان اسم "كامدن" هو فكرة الديرمان روم زعيم مجلس هامبستيد والسيد ويلسون كاتب المدينة ، وأثناء سفره في سيارة أجرة عبر كامدن تاون . تم اقتراح اسم "الأسطول" أيضًا وعلى اسم النهر الجوفي الذي يتدفق عبر الأحياء الثلاثة ولكن تم رفض ذلك لأن النهر لم يكن أكثر من مجرى، وشملت الاقتراحات الأخرى مثل "بنهامبورن" و "بورنهامكراس" و "هوامبيون"، واقترحت الإرشادات الحكومية لتسمية الأحياء الجديدة أن الاسم المختار يجب أن يكون قصيرًا وبسيطًا ، فمن الناحية المثالية كان مرتبطًا بشكل عام بمركز المنطقة الجديدة. استوفى اسم "كامدن" تلك المعايير. 
اشتق اسم "كامدن تاون" من كامدن بلاس، وهو مقر تشارلز برات ، إيرل كامدن الأول الذي امتلك وأنشى أرضًا في المنطقة في تسعينيات القرن التاسع عشر.  
تصف اليوميات المنسوخة لويليام كوبلاند أستبري ، والتي تم توفيرها مؤخرًا أن مدينة كامدن والمناطق المحيطة بها بتفصيل كبير من عام 1829 إلى 1848.  
هناك 162 لوحة زرقاء من التراث الإنجليزي  في حي كامدن تمثل من الشخصيات العديدة المتنوعة التي عاشت هناك. 

## جغرافياً واقتصادها
وتم إنشاء البلدة في عام 1965 من خلال اندماج الأحياء الحضرية في سانت بانكراس وهامبستيد وهولبورن، وتعود أصول أول اثنين من هذه الأبرشيات إلى الأبرشيات القديمة في العصور الوسطى التي تحمل الاسم نفسه بينما تم تشكيل هولبورن من خلال اتحاد وحدات أصغر بكثير.
فتشمل منطقة الرعية القديمة وبلدة هامبستيد في الشمال الغربي منتزه بيلسايز وجزء من كيلبورن . تشمل أبرشية سانت بانكراس القديمة  ، والتي تحتل معظم البلاد الحديثة و كامدن تاون و كينتش تاون و غوسبيل اوك و سوميرس تاون و كينق از كروس و تشالك فارم و دارتماوث بارك والمنطقة الأساسية في فتزروفيا وجزء من هايغيت .

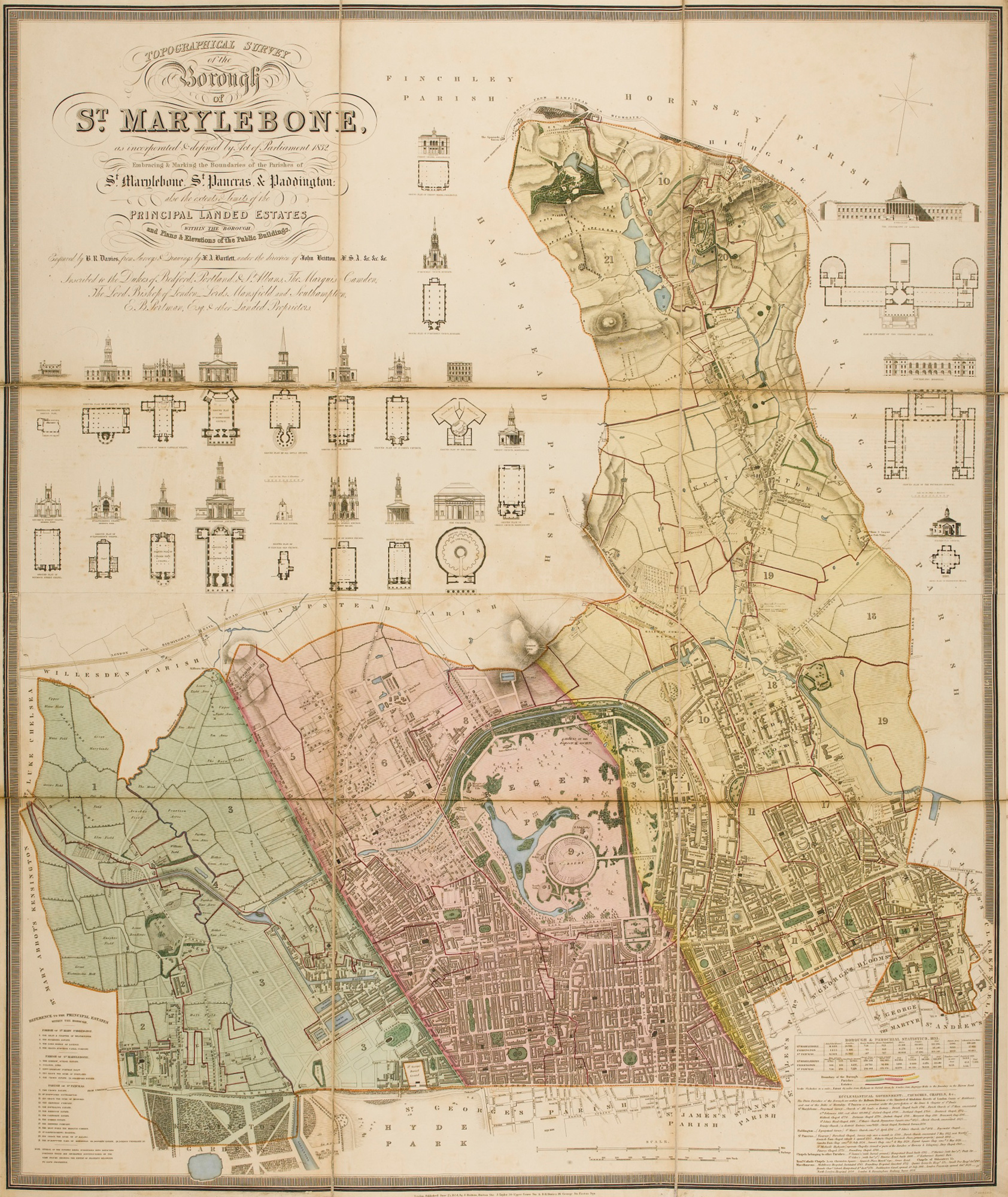
الأبرشيات القديمة - من الغرب إلى الشرق - بادينجتون وسانت ماريليبون (في مدينة وستمنستر الحديثة) ، وسانت بانكراس (في منطقة كامدن الحديثة بلندن) في عام 1834

وفي الجنوب تشكلت منطقة هولبورن القديمة من أبرشية بلومزبري وسانت جايلز ، ومعظم أبرشية هولبورن (مع الجزء المتبقي في فارينجدون القديمة دون جناح مدينة لندن ).
فيعكس الاقتصاد واستخدامات الأراضي في ويست إند    والأجزاء الجنوبية الأخرى من البلدة موقعها الأكثر مركزية، فكامدن لديها سابع أكبر اقتصاد في المملكة المتحدة  مع عدد من الشركات الكبرى التي يوجد مقرها في البلدة. تعمل جوجل على استكمال بناء مقر رئيسي في كينق از كروس.  يعد مصنع البيرة كامدن من بين أحدث الشركات التي ازدهرت في البلدة.
وتقع لينكولن إن فيلدز في أقصى جنوب البلدة على بعد 500 متر من نهر التايمز، ويشمل الجزء الشمالي من البلدة المناطق الأقل نموًا في هامبستاد وهامبستيد هيث وكينتيش تاون. يوجد عدد من المتنزهات والمساحات المفتوحة في منطقة لندن بورو في كامدن ،فالأحياء المجاورة هي مدينة وستمنستر ومدينة لندن من الجنوب ، وبرنت إلى الغرب من شارع رومان واتلينج الأصلي (الآن طريق A5) ، وبارنت وهارينجي في الشمال وإزلنغتون من الشرق، فتغطي كل أو جزء من مناطق الرموز البريدية N1 و N6 و N7 و N19 و NW1 و NW2 و NW3 و NW5 و NW6 و NW8 و EC1 و WC1 و WC2 و W1 و W9.
لأغراض سياسة التخطيط ، تضع خطة لندن كامدن في مجموعة الأحياء "وسط لندن". 

## الحكم والسياسة

### حكومة محلية

خريطة توضح عنابر كامدن منذ عام 2022

تقع مبنى البلدية لكامدن في شارع جودد في سانت بانكراس ، وكان مجلس كامدن لندن بورو يسيطر عليه حزب العمال بشكل مستمر من عام 1971 حتى انتخابات عام 2006 ، عندما أصبح الحزب الليبرالي الديمقراطي أكبر حزب، في عام 2006 ، تم انتخاب اثنين من جرين كرلس ، مايا دي سوزا وأدريان أوليفر (إلى هايقيت ورد) وكانا أول مستشارين لحزب الخضر في كامدن، في عام 1985 عندما تم تحديد سقف لمعدل الفائدة في البلدة وانضمت قيادة حزب العمال إلى ثورة تسقيف الضرائب الذي أعلنت فيه عدم قدرتها على وضع ميزانية في محاولة فاشلة لإجبار الحكومة على السماح بزيادة الإنفاق. كانت كامدن رابع آخر مجلس ينسحب من الحملة ، وقام بذلك في الساعات الأولى من يوم 6 يونيو.
ويتم انتخاب أعضاء مجلس البلدة كل أربع سنوات، فمنذ مايو 2022  أصبحت الأجنحة الانتخابية في كامدن هي بيلسيز  و بلومزبري  و ساحة كامدن و فورتشن جرين و فراقنال ،  قوزبال اك و هامبستيد تاون  و هافرستوك و هاي جيت و هولبورن وكوفنت جاردن  و كنتيش تاون الشمالية و كنتيش تاون الجنوبية ، و كيلبورن  و كينغز كروس  و روزماري هيل وريجنت بارك وسانت بانكراس وسومرز تاون وويست هامستيد .
وبين عامي 2006 و 2010 خسر حزب العمال مقعدين أمام الديمقراطيين الليبراليين من خلال الانتخابات الفرعية، وفي كينتيش تاون وهافيرستوك، وايضاً انشق عضو مجلس حزب العمال في جناح هافيرستوك وانضم إلى الديمقراطيين الأحرار في فبراير 2009، فبعدها خسر المحافظون مقعدين ، أحدهما للديمقراطيين الأحرار في هامبستيد ، والآخر لحزب الخضر ، ألكسندر جودمان وفي هايغيت ، مما رفع العدد الإجمالي لأعضاء مجلس الحزب الأخضر إلى ثلاثة، ففي الانتخابات المحلية في 6 مايو 2010 ، استعاد حزب العمل السيطرة الكاملة على مجلس كامدن.
يقود طاقم المنظمة الرئيسة التنفيذية التي تشغل حاليًا جيني رولاندز. تنقسم المنظمة إلى ثلاث مديريات:
- دعم الناس
- دعم المجتمعات
- خدمات للشركات

يرأس المديريات مدير تنفيذي يقدم تقاريره مباشرة إلى الرئيس التنفيذي. تنقسم كل مديرية إلى عدد من الأقسام يرأسها مدير. وهم بدورهم مقسمون إلى مجموعات مقسمة بدورها إلى خدمات . هذا نموذج مشابه لمعظم الحكومات المحلية في لندن.

### جمعية لندن
تشكل كامدن جزءًا من دائرة بارنت وكامدن في لندن ، وتمثلها آن كلارك من حزب العمال

### برلمان المملكة المتحدة
هناك دائرتان انتخابيتان برلمانيتان تغطيان كامدن: هامبستيد وكيلبورن في الشمال ، يمثلهما حزب العمال توليب صديق ، وهولبورن وسانت بانكراس في الجنوب ، ويمثلهما كير ستارمر ، زعيم حزب العمل. 

## التركيبة السكانية
وفي عام 1801 ، تم بالفعل تطوير الأبرشيات المدنية التي تشكل البلدة الحديثة ويبلغ عدد سكانها 96795 نسمة، فاستمر العدد هذا في الارتفاع بسرعة طوال القرن التاسع عشر بحيث تم بناء المنطقة ، ووصلت إلى مايقارب 270197 في منتصف القرن، وعندما وصلت السكك الحديدية بدات تتباطأ معدل النمو السكاني ، ففي حين انجذب الكثير من الناس للوظائف الجديدة ، أصبح آخرون بلا مأوى بسبب المحطة الجديدة في وسط لندن وبناء خطوط عبر المنطقة، وبلغ عدد السكان ذروته عند 376500 في تسعينيات القرن التاسع عشر ، وبعد ذلك بدأت الجهود الرسمية لإزالة الأحياء الفقيرة المكتظة حول سانت بانكراس وهولبورن .

الهرم السكاني لمنطقة كامدن عام 2021

وبعد الحرب العالمية الثانية ، تم بناء المزيد من المساكن العامة في الضواحي لإعادة إسكان العديد من سكان لندن الذين أصبحوا بلا مأوى في قصف لندن ، وكان هناك نزوح جماعي من لندن نحو المدن الجديدة بموجب خطة أبيركرومبي للندن (1944). ومع انخفاض الصناعة خلال السبعينيات ، استمر عدد السكان في الانخفاض ، حيث انخفض إلى 161،100 في بداية الثمانينيات، وقد بدأت الآن في الارتفاع مرة أخرى مع التطورات السكنية الجديدة في مواقع الحقول البنية وإطلاق السكك الحديدية وأراضي العمل بالغاز حول كينجز كروس ، ووجدت دراسة أجريت عام 2017 أن معدل الإخلاء البالغ 6 لكل 1000 منزل مستأجر في كامدن هو أقل معدل في لندن. 
فمبلغ تعداد عام 2001 كامدن عدد سكان يبلغ 198000 نسمة ، وهو عدد أقل تم تنقيحه لاحقًا إلى 202.600.  تشير أحدث تقديرات أو إن أس إلى أن عدد سكان عام 2019 يبلغ 270.000. 
وفي 20 مايو 1999 ، وثقت صحيفة Camden New Journal متلازمة "اثنان كامدن" كظاهرة بارزة تميز خصائص خدمات التعليم في دوائرها الانتخابية، وفي عام 2006  ذكر كتاب السيدة جوليا نويبرجر تباينًا مشابهًا كخاصية لخدمات صحة الأطفال في كامدن، فكانت وجهة نظرها المطلعة بمثابة تأكيد - بالإضافة إلى تقرير "عدم المساواة" لعام 2001 الذي أعدته مديرة الصحة العامة الدكتورة ماجي باركر عن "تناقضات صارخة في" فرص الصحة والتعليم - لنتائج مماثلة سابقة للجنة التدقيق  تحديثًا لـ تقرير 1999 سي إن جي . 

### عِرق
فالجدول الاتي يوضح المجموعة العرقية للمستجيبين في تعداد 2001 و 2011 في كامدن.

### دِين

التركيب الديني لكامدن حسب الفئات العمرية عام 2021

يوضح ما يلي الهوية الدينية للمقيمين في كامدن وفقًا لتعدادات 2001 و 2011 و 2021.
| دِين | 2001    | 2001  | 2011    | 2011  | 2021    | 2021  |
| دِين | رقم     | ٪     | رقم     | ٪     | رقم     | ٪     |
| --- | ------- | ----- | ------- | ----- | ------- | ----- |
| |         |       |         |       |         |       |
| يحمل معتقدات دينية                                                                                                  | 134.545 | 67.9  | 118.949 | 54.0  | 118.581 | 56.4  |
| مسيحي | 93259   | 47.1  | 74821   | 34.0  | 65980   | 31.4  |
| مسلم | 22906   | 11.6  | 26643   | 12.1  | 33830   | 16.1  |
| يهودي | 11153   | 5.6   | 9823    | 4.5   | 10،079  | 4.8   |
| هندوسي | 3،031   | 1.5   | 3141    | 1.4   | 3991    | 1.9   |
| السيخ | 443     | 0.2   | 465     | 0.2   | 487     | 0.2   |
| بوذي | 2،595   | 1.3   | 2789    | 1.3   | 2410    | 1.1   |
| دين آخر | 1161    | 0.6   | 1،267   | 0.6   | 1،842   | 0.9   |
| لا دين | 43609   | 22.0  | 56113   | 25.5  | 72776   | 34.6  |
| لم يذكر الدين | 19866   | 10.0  | 45276   | 20.5  | 18،743  | 8.9   |
| |         |       |         |       |         |       |
| مجموع السكان | 198.020 | 100.0 | 220338  | 100.0 | 210100  | 100.0 |
| ملاحظة: تم المبالغة في تقدير عدد المقيمين في فئة "الدين غير مذكور" في عام 2011 بسبب خطأ في معالجة بيانات تعداد 2011 |         |       |         |       |         |       |

## معالم

### الحدائق والمساحات المفتوحة
وتشتهر لندن بمساحاتها الخضراء ، كما أن المتنزهات والمساحات المفتوحة في منطقة لندن بورو في كامدن لها دور مهماً في ذلك، فتشتهر هامبستيد هيث بإطلالتها على لندن ، ولا سيما من مبنى البرلمان وطبيعتها البرية وبرك هامبستيد هيث . تشترك كامدن في ريجنت بارك مع وستمنستر وتشتهر المناظر من تلة بريمروز .

## التعليم
فبورو أوف كامدن هي موطن لعدد كبير من المؤسسات الابتدائية والثانوية والعالية من السنوات الاخيرة ، فانتقل عديد من المؤسسات الهامة إلى البلدة أو تخطط للقيام بذلك، وتضمنت سنترال سانت مارتينز  ومعهد فرانسيس كريك ، بالإضافة إلى الخطوة المخطط لها من قبل مستشفى مورفيلدز للعيون والتي تم الكشف عنها مؤخرًا باسم مشروع أوريل. 

### المدارس الابتدائية
فمنطقة لندن بورو في كامدن هي سلطة التعليم المحلية في البلدة ويتم تنظيمها من خلال  الأطفال والمدارس والعائلات .

### الهيئات العامة والخاصة الكبرى
فتقع بعض أفضل الجامعات والمؤسسات التعليمية في لندن في حي كامدن وهي تشمل الحرم الجامعي الرئيسي لكلية لندن الجامعية وجزء من حرم كلية لندن للاقتصاد بالقرب من لينكولن إن فيلدز وسنترال سانت مارتينز .
 

## الخدمات العامة

### الشرطة
إن كامدن تراقب من قبل دائرة شرطة العاصمة ، فيوجد مركزان للشرطة في جميع أنحاء البلدة وهما يقعان في هولبورن وكينتيش تاون، فهناك العديد من نقاط الاتصال الأخرى حول البلدة بما في ذلك وست هامبستيد وطريق جرينلاند وهاي جيت رود وستيشن هاوس (كوخ سويسري) وويست إند لين وهامبستيد تاون هول وكلية كينجزواي، فجميع المواقع لها ساعات عمل متفاوتة مع مركز شرطة كنتيش تاون مفتوح للجمهور على مدار 24 ساعة.
و هامبستيد هيث الواقعة داخل منطقة كامدن في لندن وتديرها مؤسسة مدينة لندن  لديها شرطة خاصة بها تتعامل مع الحوادث اليومية في هيث ، ومع ذلك ، يتم تمرير جميع الجرائم الجنائية الخطيرة إلى شرطة العاصمة للتحقيق فيها.
وبفضل شبكة مترو أنفاق لندن الكبيرة ومحطات السكك الحديدية الرئيسية مثل محطة كينغز كروس ومحطة قطار سانت بانكراس ومحطة يوستن وتتمتع كامدن أيضًا بوجود أكبر بكثير لشرطة النقل البريطانية (بي تي بي) من العديد من أحياء لندن الأخرى، فـ بي تي بي هي المسؤولة عن مراقبة شبكة السكك الحديدية في بريطانيا العظمى.

### محطات الاطفاء لندن
ويوجد في المنطقة ثلاث محطات إطفاء وهم يوستون و كنتيش تاون و ويست هامبستيد ويتم تشغيلها بواسطة لواء مطافئ لندن في حي كامدن، فلا توجد أي من محطات الإطفاء هذه موطناً لأية وحدات متخصصة فقط أجهزة الضخ وعطاء الإنقاذ.  

### المكتبات العامة
فإن كامدن هي موطن المكتبة البريطانية بالإضافة إلى ذلك يوجد في كامدن العديد من المكتبات التي تشمل:
- مكتبة الكوخ السويسري
- مكتبة هولبورن
- مكتبة كامدن تاون
- مكتبة كنتيش تاون
- مكتبة ساحة بانكراس
- مكتبة ويست هامبستيد
- مكتبة كيلبورن
- مكتبة هاي جيت
- مكتبة كوينز كريسنت

بالإضافة إلى عدد من المكتبات المجتمعية بما في ذلك مكتبة مجتمع كيتس.

## التنقل

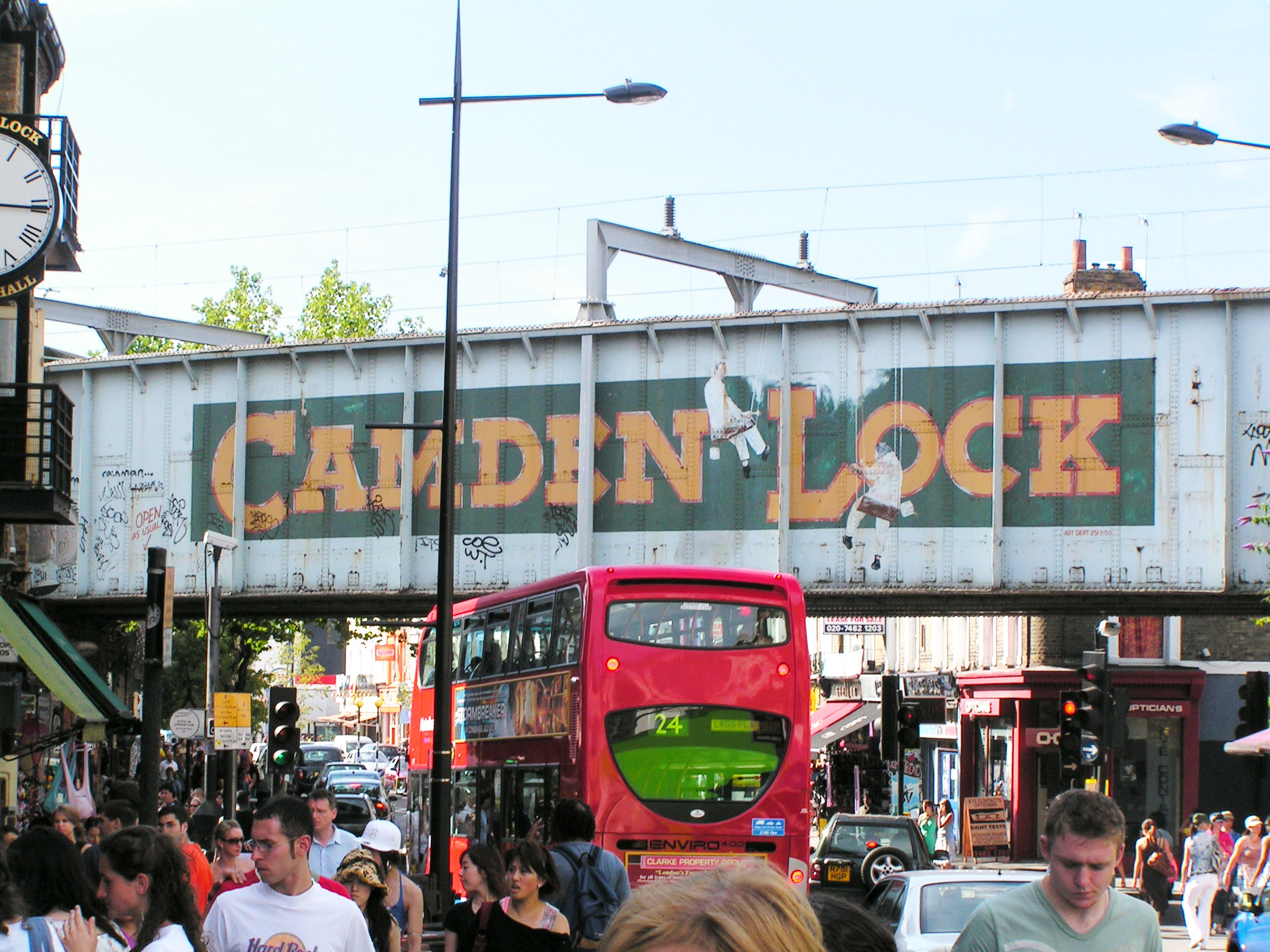
منظر لجسر السكة الحديد فوق شارع كامدن هاي الذي يحمل خط شمال لندن

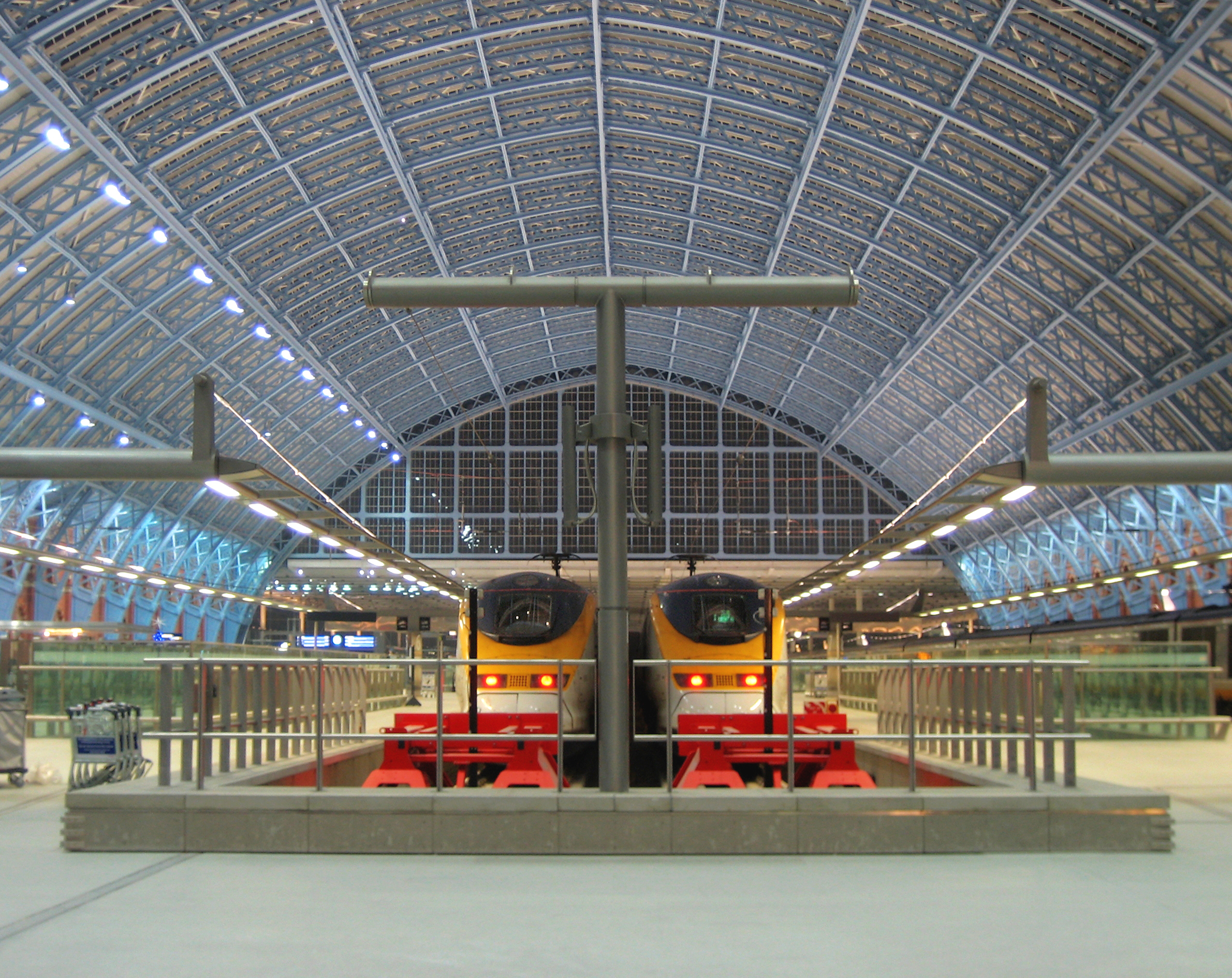
مطار سانت بانكراس الدولي - موطن قطارات يوروستار

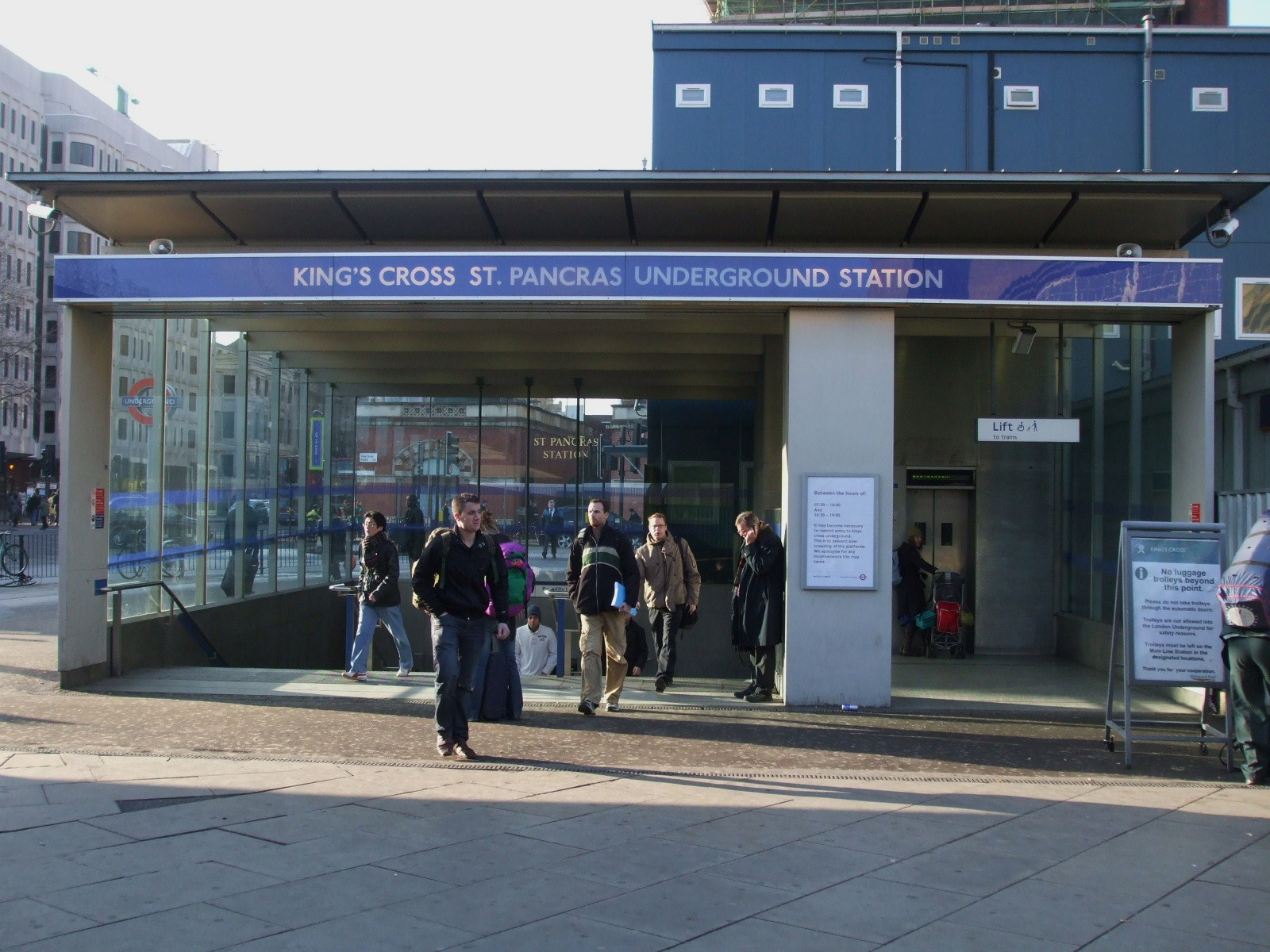
تخدم محطة مترو أنفاق King's Cross St Pancras معظم خطوط المترو على الشبكة

فان البلد لاتملك طرق سريعة ولديها عدد قليل من الامتدادات من طريق مزدوج لكن البلدة لها أهمية نقل استراتيجية كبيرة في لندن فنظرًا لوجود ثلاثة من أهم محطات السكك الحديدية في العاصمة والتي تصطف على طول طريق يوستون .
وإن موقع محطة السكك الحديدية على طريق يوستون، بدلاً من موقعها المركزي في الجنوب  فهو نتيجة للتوصيات المؤثرة الصادرة عن اللجنة الملكية لعام 1846 في محطة قطار متروبوليتان التي سعت إلى حماية مناطق وست اند على مسافة قصيرة جنوب طريق. 

### السكة الحديدية

#### الوطنية للسكك الحديدية
وتقع ثلاثة من محطات السكك الحديدية الأربعة عشر في وسط لندن في البلدة. ايوستون و محطة قطار سانت بانكراس ومحطة كينغز كروس هي محطات لندن للخطوط الرئيسية للساحل الغربي وميدلاند والساحل الشرقي وأيضًا هاي سبيدون ، فتربط هذا البلدة بشرق إنجلترا وشرق ميدلاند وويست ميدلاندز وشمال شرق وغرب إنجلترا وشمال ويلز واسكتلندا وجنوب شرق إنجلترا وفرنسا وبلجيكا وهولندا .
فمنذ التاريخ 14 نوفمبر 2007 عندما أصبحت سانت بانكراس الدوليةl المحطة الجديدة لـ يوروستار فحدث تجديد رئيسي للمنطقة مع تطوير كينغز كروس سنترال الذي يحدث خلف المحطة.
وتمر خدمات خط شمال لندن في لندن أوفرغراوند عبر البلدة التي تخدم طريق كامدن ، كنتيش تاون ويست ، جوسبل أوك ، هامبستيد هيث ، طريق فينشلي وفروجنال وويست هامبستيد، وتدير لندن أوفرغراوند أيضًا خدمات واتفورد دي سي لاين من ايوستون التي تخدم ساوث هامبستيد وتستمر القطارات إلى واتفورد في هارتفوردشاير .
وتخدم خدمات طرق ثايمزلينك محطات سانت بانكراس و كينيتش تاون و ويست هامبستيد تاميسلينك، وتخضع شبكة ثايمزلينك حاليًا لمشروع توسع كبير يسمى برنامج ثايمزلينك ،فانه سيؤدي هذا إلى ربط المزيد من الأماكن في جنوب إنجلترا بالمدينة وشرق إنجلترا. بينما سيتم تحويل بعض الخدمات على شبكة الشمالية العظمى التي تنتهي حاليًا في كينغز كروس  إلى شبكة ثايمزلينك فمن المقرر أن تكتمل جميع الأعمال بحلول عام 2016. 

#### تحت الارض
فإن لندن بورو يخدم في كامدن 18 محطة مترو أنفاق لندن و 8 خطوط من 11.
فتخدم محطات السكك الحديدية الرئيسية الثلاث محطتان لمترو الأنفاق ، يوستن ومحطة كينغز كروس سانت بانكراس المدمجة فيما بينها، ويتم تقديم المحطة النهائية بواسطة خطوط سيركل و هامرسميث آند سيتي و خط مرتوبوليتان و نورثين و بيكاديللي و خط فيكتوريا، وايضاً يخدم الخط المركزي و يوبيل أجزاء أخرى من البلدة كما يفعل خط إليزابيث .
بالإضافة إلى المحطتين الرئيسيتين فإن المحطات الأخرى في البلدة هي  ساحة يوستون و شارع وارن و شارع غودج و توتنهام كورت رود و هولبورن و راسل سكوير و تشانسري لين و مورنينغتون كريسنت و كامدن تاون و تشالك فارم و بيلسيز بارك و هامبستيد و ويست هامبستيد و طريق فينشلي و كوخ سويسري و كنتيش تاون.

#### فالمستقبل
فمن المقرر أن ينتهي خط السكك الحديدية عالي السرعة 2 المقترح إلى شمال إنجلترا في محطة يوستون.  سيخدم خط كروسريل 2 المقترح (المشار إليه في الأصل بخط تشيلسي-هاكني) محطات مترو أنفاق يوستنو طريق توتنهام كورت، فتعد الزيادة في عدد الركاب في يوستن نتيجة للخدمات عالية السرعة 2 المقترحة محركًا رئيسيًا للمقترحات. 
وكان ترام كروس ريفر المقترح سابقًا سيبدأ في حي كامدن ولكن تم إلغاؤه من قبل عمدة لندن السابق بوريس جونسون في عام 2008. 

### الباصات
يتم تشغيل جميع خدمات الحافلات بواسطة هيئة النقل في لندن، وتخدم الحافلات كل ضاحية في البلدة.

### إحصائيات
وجد الإحصاء السكاني لعام 2011 أن أشكال النقل الرئيسية التي استخدمها السكان للسفر إلى العمل كانت: مترو الأنفاق ، والمترو ، والسكك الحديدية الخفيفة والترام بنسبة 21.5٪ من جميع السكان الذين تتراوح أعمارهم بين 16 و 74 عامًا على الأقدام بنسبة 9.2٪ و ركاب الحافلة سواءً حافلة صغيرة أو حافلة كبيرة بنسبة 9.2٪  وركاب السيارة أو الشاحنة بنسبة 6.3٪ العمل بشكل رئيسي في المنزل أو من المنزل 5.2٪ ؛ والقطار بنسبة 4.1٪؛ وركاب الدراجة بنسبة 4.1٪. 
كما وجد التعداد أن 61٪ من الأسر ليس لديها سيارة  و 32٪ لديها سيارة واحدة و 7٪ من الأسر لديها سيارتان أو أكثر. كان هناك ما يقدر بنحو 46000 سيارة تخص سكان كامدن."ملف تعريف كامدن بورو" (PDF).

### الحد الأقصى للسرعة
ومن تاريخ 16 ديسمبر 2013  قدم مجلس كامدن حدًا للسرعة على مستوى المنطقة يبلغ 20 ميل في الساعة (32 كم/س)  باستثناء طرق النقل في لندن الحمراء .   وهذا لجعل الطرق أكثر أمانًا لراكبي الدراجات والمشاة.

## أنظر أيضا
- كامدن هيد
- مقعد كامدن

## روابط خارجية
- موقع كامدن تاون لندن - أخبار عن أسواق كامدن وكامدن تاون
- موقع مجلس كامدن
- تلفزيون كامدن
- كامدن تاون اون لاين
- نتيجة لجنة منظمة الصحة العالمية لعام 2008 بشأن المحددات الاجتماعية للصحة هي متلازمة "كامدينز" (الفقرة الثالثة)
- قناة مجلس كامدن يوتيوب

قالب:LB Camden